# Episodi di Graf Yoster gibt sich die Ehre (quinta stagione)
La quinta stagione della serie televisiva Graf Yoster gibt sich die Ehre è stata trasmessa in anteprima in Germania dalla ARD tra il 22 novembre 1976 e il 7 febbraio 1977.
| nº | Titolo originale                   | Titolo italiano | Prima TV Germania | Prima TV Italia |
| -- | ---------------------------------- | --------------- | ----------------- | --------------- |
| 1  | Der Ton macht die Musik            | inedito         | 22 novembre 1976  | inedito         |
| 2  | Undank ist der Welt Lohn           | inedito         | 29 novembre 1976  | inedito         |
| 3  | Ein Mann mit vielen Feinden        | inedito         | 6 dicembre 1976   | inedito         |
| 4  | Ein gefundenes Fressen             | inedito         | 13 dicembre 1976  | inedito         |
| 5  | Goldschatz gesucht                 | inedito         | 20 dicembre 1976  | inedito         |
| 6  | Johann hier und Johann da          | inedito         | 27 dicembre 1976  | inedito         |
| 7  | Müssiggang ist aller Listen Anfang | inedito         | 3 gennaio 1977    | inedito         |
| 8  | Ein Maler und sein falsches Bild   | inedito         | 10 gennaio 1977   | inedito         |
| 9  | Zubaidas Traum                     | inedito         | 17 gennaio 1977   | inedito         |
| 10 | Zubaidas Wirklichkeit              | inedito         | 24 gennaio 1977   | inedito         |
| 11 | Ein Schloß in Österreich           | inedito         | 31 gennaio 1977   | inedito         |
| 12 | Es gibt mehr Dinge...              | inedito         | 7 febbraio 1977   | inedito         |